# Nave spia

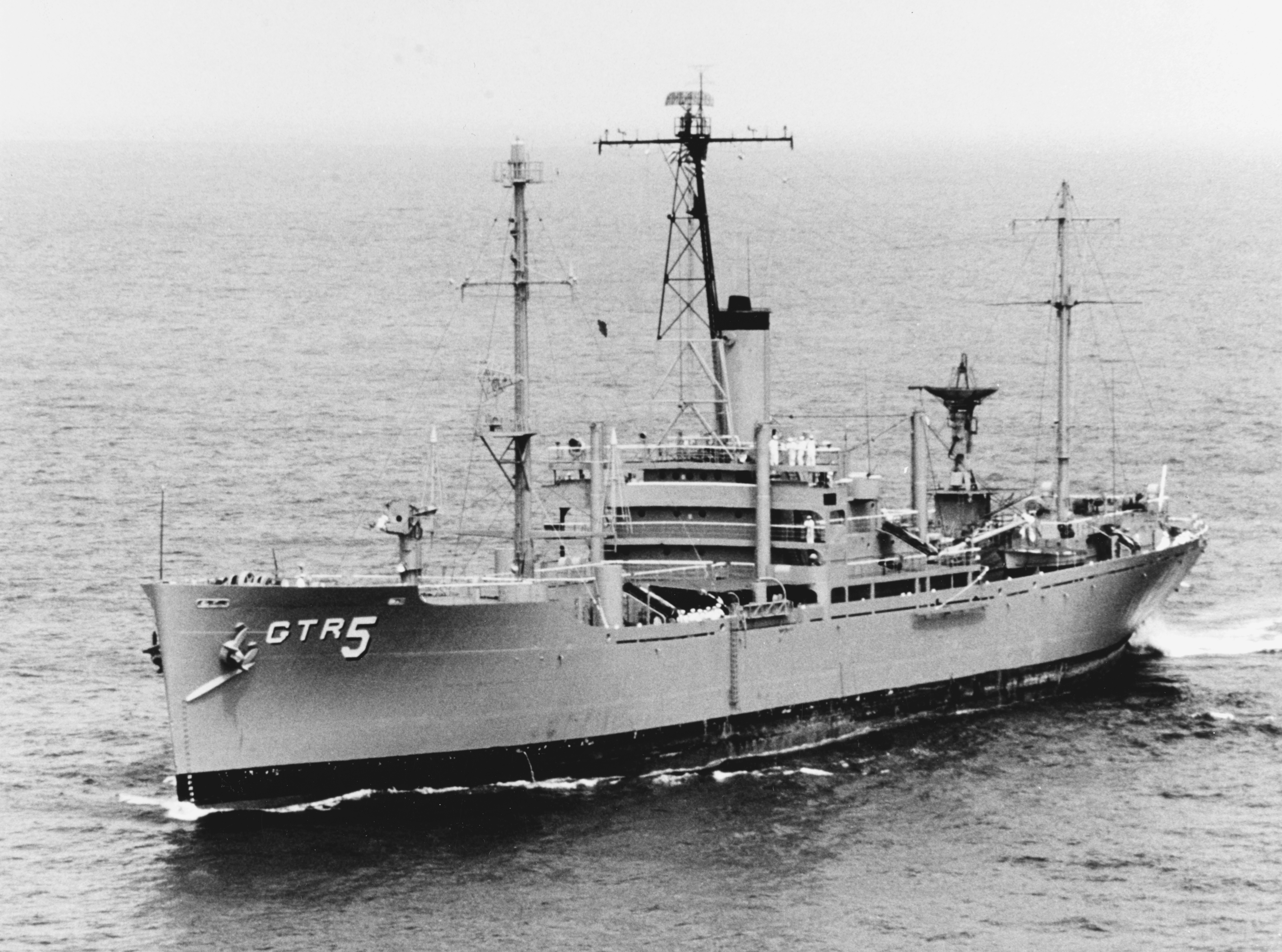
La USS Liberty, una 'nave per ricerche tecniche', nel 1967.

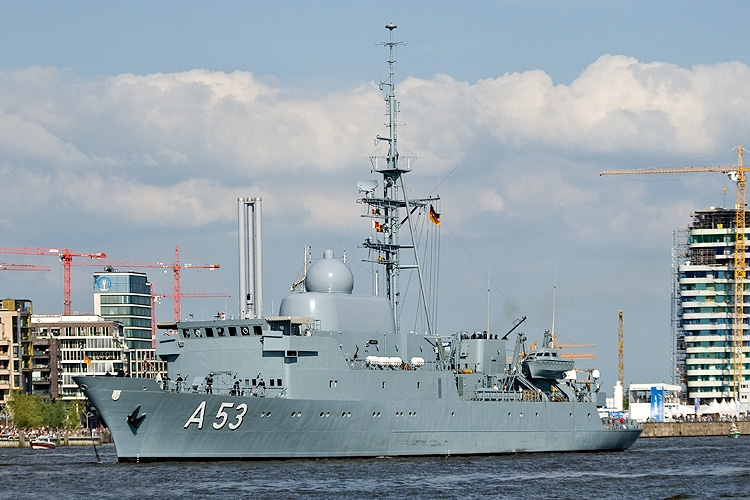
A53 Ocker, una nave della classe Oste ELINT e ricognizione, della Bundesmarine.

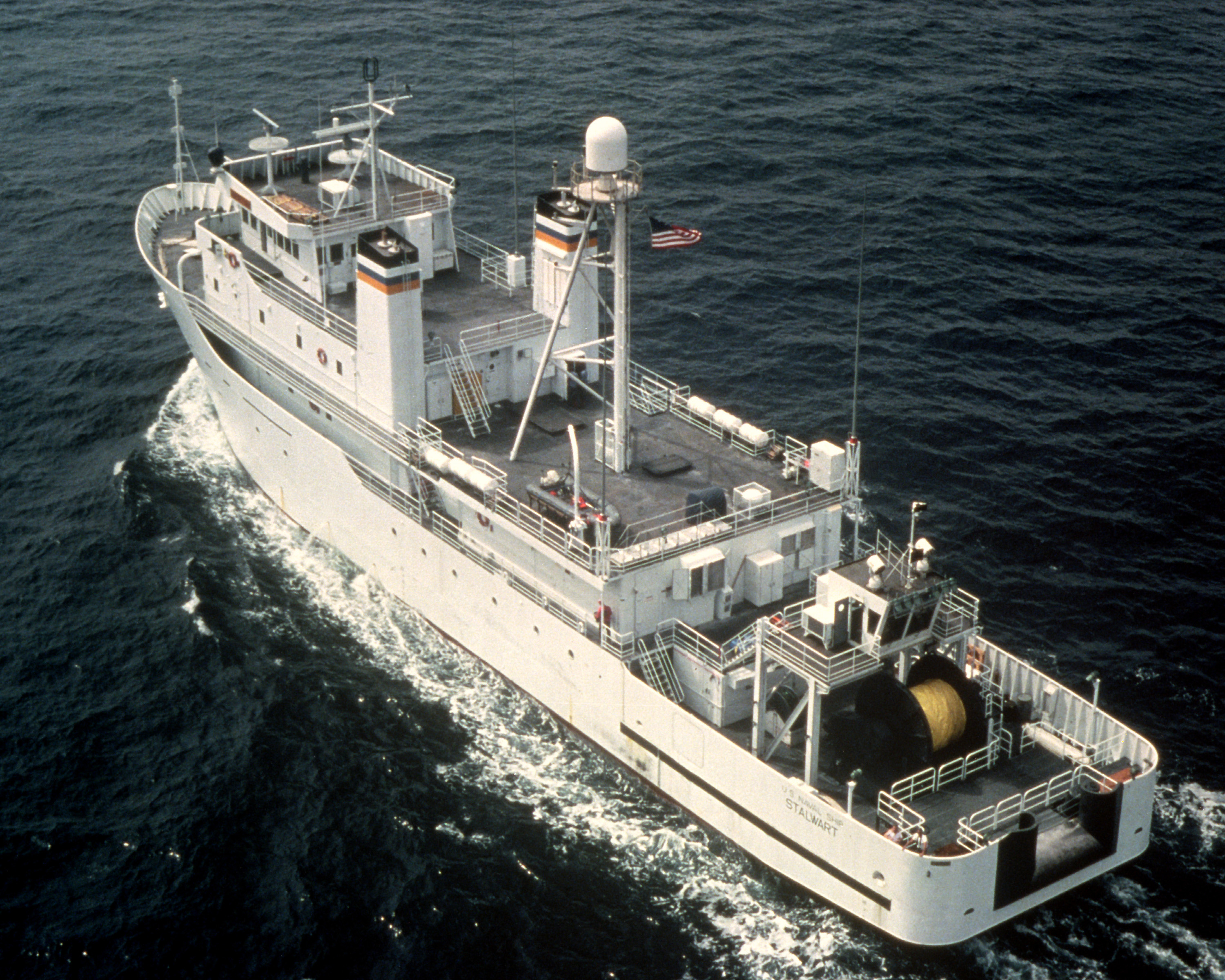
La USNS Stalwart vista da poppa, con in evidenza il tamburo sul quale è avvolto il sonar rimorchiato

Una nave spia è una nave per la raccolta d'informazioni e, dalla seconda metà del XX secolo, la sorveglianza elettronica. Quelle dedicate specificatamente alla sorveglianza elettronica sono anche note con la sigla AGI, Auxiliary Gathering Intelligence. Tra esse troviamo navi di piccole dimensioni, di norma pescherecci, le cui funzionalità sono più o meno nascoste, anche se spesso sono dotate di antenne ESM ed ELINT di dimensioni inoccultabili, o navi di grosso tonnellaggio con parabole visibili o poste sotto cupole protettive di diversi metri di diametro.

## Marina sovietica
Tra le AGI (navi per la raccolta di informazioni) e navi per ricerche scientifiche, la Marina Sovietica ha schierato la più grande flotta del mondo, essendo necessario raccogliere una grande mole d'informazioni sui potenziali avversari della NATO e per i propri esperimenti scientifici, specie nello spazio. A questo si aggiungevano, ovviamente, anche le operazioni di navi da guerra e sottomarini nonché aerei, da ricognizione o combattimento. 
Le navi sovietiche per compiti speciali sono state usate anche per lo studio dell'alta atmosfera e le comunicazioni con i veicoli spaziali, programmi civili o misti civili-militari. Tra questa imponente flotta, meritano ricordo le 8 navi classe Vytegra ex- mercantili per il trasporto di legname, e le 4 classe Borovici da 7600 tonnellate e basate nel Baltico. Queste avevano un'antenna Quint Ring, 4 Quad Ring e una Vee Cone (designazioni NATO). 
Le navi classe Beljaev’ avevano un dislocamento da 5970t e una grande antenna quadrupla a paraboloide, per comunicazioni, Quad Spring, stabilizzata e brandeggiabile, oltre a radar di vari tipi. 
Le 2 navi classe Desna erano da 14.000t e con 5 radar di vario tipo utilizzati per l'inseguimento di oggetti spaziali, mentre vanno menzionate anche le 4 Sibir, simili, con 3-4 radar. 
Tra le navi di maggiori dimensioni, la Kosmonavt Vladimir Komarov era una nave trasformata da mercantile a mezzo di sorveglianza spaziale e ricerca, con un dislocamento di 17500t, essa aveva molte antenne, tra cui 2 Ship Globe in enormi radome, e una ShipWheel, in una struttura simile ma più piccola. 
La Korolev, di stanza in estremo oriente, Pacifico, era invece una nave da 12000t equipaggiata con un parco di antenne simile e si dice, ben 80 laboratori per studi e ricerche nei capi più disparati.
Infine va citata la Gagarin, che è la più grande nave per ricerche scientifiche mai realizzata, con le sue 4 antenne paraboloidi misuranti fino a 27 metri di diametro.

## Marine occidentali
Tra le marine occidentali, invece, delle AGI non vi è stata grande richiesta, perché, dopo i due "incidenti" della USS Liberty e della Pueblo, avvenuti nel 1967, la marina USA ha deciso che le navi mercantili trasformate erano troppo vulnerabili, quindi ha fatto uso piuttosto dei sottomarini SSN equipaggiati con sensori di sorveglianza aggiuntivi, nel programma Holystone con la Classe Sturgeon. 
La Marina britannica ha tenuto il massimo segreto nel campo delle navi AGI, ma quando nel 1973 il Gaul, un motopesca da 1106t e 36 uomini di equipaggio, basato nel porto di Hull, scomparve con tutto l'equipaggio al largo delle coste norvegesi senza lasciare traccia, si disse che il suo personale fosse in realtà della marina inglese, con compiti di raccolta informazioni elettroniche. Può darsi che questo evento abbia ispirato il film Solo per i tuoi occhi, che verteva su un finto peschereccio della Royal Navy operante come unità spia, affondato da una mina.
La US Navy ha gestito varie classi di navi per spionaggio elettronico e raccolta di informazioni, sia verso le comunicazioni e segnalazioni del Patto di Varsavia che verso gli alleati, e navi per la raccolta di firme acustiche dei sottomarini (SURTASS - Surveillance Towed Array Sensor System) in passato attraverso le navi della classe Stalwart, sostanzialmente simili a pescherecci con scafo amagnetica e bassa segnatura acustica. Un successivo aggiornamento è stato dato dalla classe Victorious e dalla successiva classe Impeccable con scafo a catamarano, navi votate in particolare alla lotta antisommergibile, ma con una capacità ELINT ad uso generale. La USNS Impeccable, in particolare, durante una delle sue missioni nel Mar Cinese Meridionale il 9 marzo 2009 è stata protagonista di un confronto disarmato con navi cinesi di vari servizi statali che ne hanno tentato anche l'abbordaggio ritenendola in missione spia.

## Alcune navi spia
- Narwal
- Berry (A 644)
- Bougainville (L 9077)
- Dupuy de Lôme (A 759)
- Classe Oste
- Elettra (A 5340)
- Marjata
- / Classe Primor'ye
- / Classe Bal'zam
- / Classe Vishnaya
- Classe Jurij Ivanov
- USS Liberty (AGTR-5)
- USS Pueblo (AGER-2)
- USS Sphinx (ARL-24)
- USS Georgetown (AGTR 2)